# Kelvin Beachum
Kelvin Beachum jr. (Mexia, 8 giugno 1989) è un giocatore di football americano statunitense che gioca nel ruolo di offensive tackle per gli Arizona Cardinals della National Football League (NFL). Fu scelto nel corso del settimo giro (248º assoluto) del 2012 dai Pittsburgh Steelers. Al college ha giocato a football alla Southern Methodist University.

## Carriera

### Pittsburgh Steelers
Beachum fu scelto dagli Steelers nel corso del settimo giro del Draft 2012. Nella sua stagione da rookie disputò 7 partite, 5 delle quali come titolare mentre nella successiva salì a 15 presenze, di cui 12 da titolare.

### Jacksonville Jaguars
Il 15 marzo 2016, Beachum firmò con i Jacksonville Jaguars.

### New York Jets
Il 10 marzo 2017, Beachum si legò con un contratto triennale ai New York Jets.

### Arizona Cardinals
Il 17 luglio 2020 Beachum firmò un contratto di un anno con gli Arizona Cardinals. Nel marzo del 2021 firmò un nuovo contratto biennale del valore di 4 milioni di dollari.